# Каган, Маркус
Маркус Гиллелевич Каган (ивр. מרדכי נן הלל הכהן‎ Мордехай Бен Гилель га-Коэн; 20 января 1856 или 1856, Могилёв — 7 декабря 1936 или 1936, Хайфа) — еврейский писатель и общественный деятель. Один из основателей Тель-Авива.
Родился в 1856 в Могилеве в богатой семье. В 1879 г. переехал в Петербург, где стал работать в журнале «Рассвет»
Участвовал в палестинофильских кружках, печатал в «Рассвете» «Письма из Палестины». Посетил дважды Палестину. Участвовал в первом сионистском конгрессе, и был единственным, кто выступил на иврите.
Публиковался в периодических изданиях на идише; сборник избранных произведений на идише вышел в 1935 году в Вильно.

## Семья
Он был женат на Шифре Батья (урожденной Певзнер), и у них было четверо сыновей и три дочери:
- Гиллель;
- Шимон — был женат на Нехаме Злотовски-Ха-Коэн, члене «Хаганы», которая была убита во время нападения на автобус 2094 и считается первой жертвой Войны за независимость.
- Шмуэль
- Давид — политик, член Кнессета в течение первых шести созывов.
- Дина — вышла замуж за Луи Броше, французского католика ветеринара. После того как её отец выступил против этого брака, жених принял реформистский иудаизм. Во время Второй мировой войны Дина и её дочь Хелен скрывались в деревне на юге Франции, а после войны Дина и её муж иммигрировали с семьей в Израиль. Они поселились в Биньямине, но из-за болезни Луи вернулись во Францию.
- Роза Гиносар-Гинзбург — первая женщина-юрист в Израиле, вышла замуж за Шломо Гиносар-Гинзбурга, сына Ахад-ха-Ама.
- Ханна — жена сионистского лидера Артура Руппина.
- Ханна

Дочь старшего брата Мордехая Коэна, Ицхака — социалистический общественный деятель Роза Коэн (позже Рабин), которая была членом городского совета Тель-Авива и матерью премьер-министра Израиля Ицхака Рабина.